# Linoj Aszram
Linoj Aszram (hebr. ‏לינוי אשרם‎; ang. Linoy Ashram ur. 13 maja 1999 w Riszon le-Cijjon) – izraelska gimnastyczka artystyczna, srebrna i brązowa medalistka World Games, sześciokrotna wicemistrzyni świata, dwukrotna brązowa medalistka mistrzostw Europy, dwukrotna złota medalistka igrzysk europejskich.

## Kariera
W 2017 roku zdobyła brązowe medale na mistrzostwach Europy w Budapeszcie w układach z obręczą i maczugami. Została drugą w historii Izraelką, która zdobyła medale w tych zawodach. Pierwszą była Netta Riwkin. W lipcu podczas World Games we Wrocławiu zdobyła srebrny medal w układzie z maczugami, zaś brąz przypadł w rywalizacji z obręczą. Na mistrzostwach świata w Pesaro zdobyła brązowe medale w zawodach ze wstążką oraz w wieloboju indywidualnym. Był to pierwszy medal w historii występu reprezentacji Izraela na tych mistrzostwach.
We wrześniu następnego roku została wicemistrzynią świata w Sofii w układzie z obręczą i wieloboju. Brąz zdobyła w zawodach ze wstążką.
W 2019 roku na igrzyskach europejskich w Mińsku zdobyła złote medale w układach z piłką i maczugami, zaś srebrne – w układzie ze wstążką i wieloboju indywidualnym. We wrześniu na mistrzostwach świata w Baku zdobyła srebrne medale w układzie z obręczą, maczugami, wstążką i w rywalizacji drużynowej. Brązowy medal zdobyła w układzie z piłką i wieloboju.